# Antonio Ingroia
Antonio Ingroia (Palermo, 31 marzo 1959) è un ex magistrato, politico e avvocato italiano.

## Biografia

### Carriera in magistratura
Si forma professionalmente a Palermo, sua città natale, come uditore giudiziario nel 1987.

#### Sostituto alla procura di Marsala
Nel 1989 è sostituto procuratore, assegnato alla procura di Marsala allora guidata da Paolo Borsellino. 
Quest'ultimo l'aveva poi espressamente voluto al proprio fianco anche alla procura di Palermo, quando divenne procuratore aggiunto nel marzo 1992, come sostituto procuratore.

#### Nella Procura antimafia di Palermo
Con Gian Carlo Caselli nel 1993 diviene pubblico ministero della Procura antimafia, si occupa di noti casi legati alla malavita organizzata, come il caso Contrada, e conduce processi di una certa rilevanza sui rapporti tra la mafia e il mondo della politica e dell'economia. A quel periodo risale anche il processo per mafia al leader democristiano e più volte Presidente del Consiglio dei ministri Giulio Andreotti, iniziatosi nel 1993 e conclusosi nel 2004. Il processo ebbe enorme risonanza mediatica e accerterà che Andreotti ebbe rapporti di reciproca convenienza con la mafia fino al 1980. Tale reato risultò estinto per prescrizione mentre per i fatti successivi al 1980 fu assolto.
È uno dei tre magistrati, insieme con Giancarlo Caselli e Vittorio Aliquò, protagonisti del discusso interrogatorio che l'11 agosto 1998 si concluse con il suicidio del giudice Luigi Lombardini. Una delle indagini che fanno capo a lui riguarda l'ex senatore del PdL Marcello Dell'Utri, che avrebbe fatto da ponte tra mafia del Sud e mondo imprenditoriale del Nord, attraverso mafiosi come Salvatore Riina e i fratelli Graviano. Ingroia ottiene una prima condanna per Dell'Utri nel 2004 di nove anni di reclusione per concorso esterno in associazione mafiosa, confermata in appello il 29 giugno 2010 con una riduzione di due anni; il senatore è però assolto per le condotte successive al 1992, poiché i giudici hanno giudicato non provato il "patto di scambio" politico-mafioso con Cosa nostra.
Durante l'indagine preliminare fu indagato anche Silvio Berlusconi, ma poi la sua posizione fu archiviata. Nel 2006, innanzi alla 3ª sezione penale del Tribunale di Palermo rappresenta la pubblica accusa nel processo che, tra gli altri, vede imputato il Capitano Ultimo Sergio De Caprio; il 3 febbraio 2006 il Tribunale assolve il capitano perché "il fatto non costituisce reato". Nel 2009 è stato nominato procuratore aggiunto della procura distrettuale antimafia di Palermo. Il 17 aprile 2011 l'ANPI (Associazione Nazionale Partigiani d'Italia) lo ha insignito del Premio Renato Benedetto Fabrizi.
Il 24 luglio 2012, in merito all'indagine sulla trattativa Stato-mafia, ha chiesto il rinvio a giudizio di tredici indagati, tutti rinviati a giudizio davanti alla Corte d'Assise di Palermo, con l'accusa di concorso esterno in associazione mafiosa e violenza o minaccia a corpo politico dello Stato (art. 338 del codice penale): i politici Calogero Mannino e Marcello Dell'Utri, gli ufficiali Antonio Subranni, Mario Mori e Giuseppe De Donno, i boss Giovanni Brusca, Totò Riina, Leoluca Bagarella, Antonino Cinà, Bernardo Provenzano, il collaboratore Massimo Ciancimino (quest'ultimo anche per calunnia; l'accusa per l'ex ministro Nicola Mancino è invece di falsa testimonianza). La tesi della trattativa verrà poi smentita dalla Cassazione Sent. 10 novembre 2023 (ud. 27 aprile 2023), n. 45506.

#### L'incarico in Guatemala
Il 26 luglio 2012 il Consiglio Superiore della Magistratura (CSM) ha dato il via libera al collocamento fuori ruolo del procuratore aggiunto di Palermo Ingroia, che smetterà le vesti di pm per un anno per andare a dirigere in Guatemala un'unità di investigazione per la lotta al narcotraffico, su incarico dell'ONU. Dopo solo due mesi però, Ingroia decide di lasciare l'incarico in Guatemala per dedicarsi alla politica. A tal proposito, Carmen Ibarra, presidente del Movimiento Pro Justicia ha parlato di "gesto irresponsabile" e "comportamento ridicolo". Secondo Ibarra infatti Ingroia ha utilizzato il ruolo nell'unità di investigazione come tappabuchi, facendo sprecare all'ONU tempo e risorse.
Il 29 ottobre ha tenuto la sua ultima udienza in occasione del processo sulla trattativa Stato-Mafia e il 5 novembre è partito per il Guatemala. Il 1º dicembre ha partecipato alla prima assemblea nazionale di "cambiare #si può". Il 5 dicembre, in merito al conflitto tra il presidente della Repubblica Giorgio Napolitano e la Procura di Palermo riguardo alle intercettazioni tra lo stesso Napolitano e l'imputato Nicola Mancino, risoltosi con la sentenza della Corte costituzionale che accoglie il ricorso di Napolitano e che prevede la distruzione delle intercettazioni, Ingroia ha così commentato: "Noi cornuti e mazziati. È una sentenza politica. Le ragioni della politica hanno prevalso su quelle del diritto. La scelta del presidente della Repubblica di sollevare il conflitto di attribuzioni è stata dannosa per l'immagine delle istituzioni italiane".
Il giorno seguente, in collegamento dal Guatemala con il programma Servizio Pubblico e con il processo sulla trattativa Stato-Mafia in corso, ha dichiarato: "Borsellino è stato ucciso perché considerato un ostacolo alla trattativa, ma come faceva Cosa nostra a saperlo? Deve averlo saputo dallo Stato. Se la strage di via d'Amelio non è stata pensata, attuata, da uomini dello Stato, di certo lo Stato ne è stato complice. Questo posso dire di saperlo". Inoltre all'imputato Calogero Mannino, presente in studio, ha detto: "Lei ha tradito Cosa Nostra ma fu risparmiato e al suo posto fu ucciso Paolo Borsellino per trattativa". A questo Mannino ha risposto: "Lei è un mascalzone". Per i rischi derivanti dal suo lavoro contro la mafia, è seguito costantemente da 8 uomini di scorta della Polizia, come è emerso da un'inchiesta de Il Tempo.

#### L'abbandono della magistratura
Dopo le elezioni politiche del 2013, dall'11 aprile al 19 giugno è stato sostituto procuratore presso la Procura della Repubblica di Aosta, fino alla sua decadenza dalla magistratura per non essersi presentato nella sede, nel giugno 2013.

### Impegno in politica

#### Adesione a Rivoluzione Civile
Il 29 dicembre 2012 annuncia di volersi candidare alle elezioni politiche del 2013 sotto le insegne di Rivoluzione Civile, lista formata da Partito della Rifondazione Comunista, Partito dei Comunisti Italiani, Federazione dei Verdi, Italia dei Valori, Movimento Arancione di Luigi de Magistris e da vari movimenti come Cambiare si può, Agende Rosse di Borsellino e il Popolo Viola. Ingroia sarà inoltre designato come capo della forza politica.
La costituzione della lista viene vista con favore da Salvatore Borsellino (nonostante alcune critiche in merito ai criteri di formazione delle liste) e da vari esponenti della società civile come Dario Fo, Vauro, Fiorella Mannoia e Pippo Giordano. Proprio la canzone della Mannoia "Io non ho paura" diviene in pratica la colonna sonora della campagna elettorale.
Nella lista di Ingroia presenziano anche la cofondatrice di Libera Gabriella Stramaccioni, Franco La Torre figlio di Pio, il giornalista Sandro Ruotolo (candidato presidente del Lazio), Antonio De Lellis (candidato presidente del Molise), l'ex grillino Giovanni Favia, l'ex-sindaco di Ferrara Roberto Soffritti, il pacifista Flavio Lotti, il segretario di Rifondazione Paolo Ferrero e Ilaria Cucchi, sorella di Stefano.
Il 7 gennaio 2013, dopo due mesi trascorsi in Guatemala, Ingroia torna in Italia per dare inizio alla campagna elettorale.
Il 20 febbraio, in seguito all'invio, da parte di Silvio Berlusconi, di una lettera indirizzata agli elettori contenente la dicitura «rimborso IMU 2012», Ingroia, insieme al candidato Gianfranco Mascia, denuncia l'avversario alla Procura di Roma perché avrebbe violato gli articoli 96 (offrire denaro in cambio di voto) e 97 (diminuire la libertà degli elettori con raggiri o artifizi) della legge elettorale (D.P.R. n. 361/1957).
I risultati delle elezioni del 24 e 25 febbraio non consentono alla coalizione di Rivoluzione Civile di essere presente in Parlamento né alla Camera, dove ottiene il 2,25% (la soglia è del 4% su base nazionale), né al Senato, dove ottiene appena l'1,79% delle preferenze (la soglia è dell'8% su base regionale).
Alle primarie della coalizione di centro-sinistra per le elezioni amministrative di Roma, Rivoluzione Civile ha appoggiato il candidato Ignazio Marino, uscito poi vincitore dalle stesse.

#### Nascita di Azione Civile
Il 2 maggio Antonio Ingroia, in una conferenza stampa, lancia il suo nuovo movimento Azione Civile. Si chiude così l'esperienza di Rivoluzione Civile nata appositamente per le politiche di febbraio. Il movimento fa suo il programma elettorale di Rivoluzione Civile e si pone quale portatore primario delle istanze della società civile. Queste sono le parole di Ingroia alla stampa con cui ha lanciato il nuovo movimento: "Azione Civile è un movimento civico puro, fuori dai partiti, che oggi avvia una campagna di adesione aperta ai cittadini che credono in questo progetto per radicarsi sul territorio". La prima assemblea nazionale di Azione Civile si terrà il 22 giugno a Roma.

#### Mancato incarico alla Regione Siciliana, trasferimento ad Aosta e ricorso respinto dal TAR
L'8 aprile seguente il presidente della Regione Siciliana Rosario Crocetta lo nomina presidente di Riscossione Sicilia, società che si occupa delle imposte in Sicilia. In attesa della decisione del CSM in riguardo, Ingroia ha accettato l'incarico dichiarando di essere più utile alla guida di un ente pubblico che un giudice in sovrannumero ad Aosta, dove sarebbe dovuto andare. Il 10 aprile però il CSM esprime parere negativo all'incarico e Ingroia, con 19 voti a favore e 7 astenuti, viene così trasferito ad Aosta come sostituto procuratore perché questa è l'unica circoscrizione dove non si è candidato alle elezioni.
Contro la decisione del CSM, Ingroia annuncia subito ricorso al TAR che intanto gli nega anche la sospensiva, imponendogli di riprendere servizio ad Aosta. Quest'ultimo si presenta quindi in Procura il 15 maggio dichiarando di averlo fatto solamente perché, essendo l'ultimo giorno utile, avrebbe altrimenti perso l'incarico. Appena insediatosi, si è subito preso un mese di ferie. A Striscia la notizia ha dichiarato: "Ritengo che il CSM abbia fatto un provvedimento ingiusto e illegittimo e per questo mi sono opposto, ma non perché non riconosca l'importanza del collegio di Aosta. Io so che erano dovute altre destinazioni, a cominciare dalla Procura Nazionale Antimafia, e credo che lì avrei potuto dare un maggior contributo". Il 23 maggio il TAR del Lazio si pronuncia respingendo il suo ricorso.

#### Decadenza dalla magistratura e impegno diretto in politica
Il 14 giugno, durante la conferenza stampa di presentazione della prima assemblea nazionale di Azione Civile, annuncia le dimissioni dalla magistratura e l'impegno diretto in politica. Il 20 giugno, non presentandosi sul posto di lavoro ad Aosta, è decaduto da magistrato. Nonostante quanto riportato da alcune testate, la decadenza per Ingroia equivale a un abbandono definitivo della magistratura. L'art. 28 del decreto legislativo n. 109/2006, infatti, impedisce qualsiasi richiesta di rientro in servizio equiparando la decadenza alla richiesta di dimissioni. Il 22 giugno 2013 tiene la prima Assemblea Nazionale del neonato movimento politico Azione Civile al centro Congressi Frentani di Roma.

#### Incarichi dati da Crocetta in Sicilia
Il 16 luglio il presidente della Regione Siciliana Rosario Crocetta annuncia che Ingroia sarà presto il nuovo commissario di Sicilia e-Servizi, la società mista regionale per l'informatizzazione, dove si insedia il 25 novembre 2013.. Il 21 febbraio 2014 su nomina dello stesso Crocetta diviene anche commissario della provincia di Trapani in sostituzione del vice prefetto Darco Pellos fino al 9 dicembre 2014, quando viene sostituito perché incompatibili entrambi gli incarichi.
Nominato nel frattempo amministratore unico della società regionale (divenuta "Sicilia e-digitale") viene destituito dal nuovo presidente della Regione Nello Musumeci il 6 febbraio 2018.

#### Lista del Popolo per la Costituzione e sviluppi recenti
Il 15 novembre 2017 fonda, insieme a Giulietto Chiesa, un nuovo partito denominato "La Mossa del Cavallo"; successivamente il nome verrà cambiato nel definitivo "Lista del Popolo per la Costituzione". Alle elezioni politiche del 2018, il partito si presenta in 9 circoscrizioni per la Camera e 7 per il Senato, ottenendo, rispettivamente, lo 0,02% e lo 0,03% a livello nazionale, con nessun seggio.
Si candida a sindaco di Campobello di Mazara alle elezioni del 4 ottobre 2020 con una lista civica, ma con il 18,62% non è eletto.
In seguito, il 23 giugno 2021, presta il simbolo della Lista del Popolo per la Costituzione ai quattro dissidenti fuoriusciti dal Movimento 5 Stelle che avevano successivamente hanno aderito a L'alternativa c'è in modo da costituire una componente nel gruppo misto al Senato della Repubblica.
Alle elezioni amministrative del giugno 2022 Azione Civile sostiene Francesca Donato come candidata sindaco a Palermo insieme ad Alternativa, Partito Comunista, Ancora Italia e altri mettendo insieme il 3,15% senza eleggere alcun candidato. In vista delle elezioni politiche anticipate del 25 settembre Azione Civile forma la lista Italia Sovrana e Popolare insieme a diversi partiti e movimenti anti-sistema come Ancora Italia di Francesco Toscano, Riconquistare l'Italia di Stefano D'Andrea, Partito Comunista di Marco Rizzo, Italia Unita di Francesco Nappi, Patria Socialista di Igor Camilli, Comitati No Draghi e altri fermandosi poco sopra l'1%. Il 23 gennaio 2023 Partito Comunista, Azione Civile, Fronte per la Sovranità Popolare e Ancora Italia Sovrana e Popolare fondano Democrazia Sovrana Popolare per proseguire l'esperienza di ISP.

### Attività da avvocato
Dal 26 settembre 2013 si iscrive all'Ordine degli avvocati.
Nel settembre 2013 diventa avvocato dell'Associazione tra i familiari delle vittime della strage di via dei Georgofili, ammessa come parte civile al processo sulla trattativa Stato-mafia, ma l'incarico viene revocato poco tempo dopo.
Dall'ottobre 2013 affianca l'avvocato Fabio Repici nella difesa di parte civile della famiglia di Attilio Manca, il giovane medico siciliano ritrovato senza vita il 12 febbraio del 2004 nella sua casa a Viterbo, dove lavorava come urologo presso l'ospedale Belcolle. Un caso archiviato come suicidio, tesi contestata dai genitori, secondo cui il figlio sarebbe stato ucciso per coprire un intervento subito dal boss mafioso Bernardo Provenzano a Marsiglia.[2].
Nel febbraio 2015 ha ricevuto l'incarico di difensore per l'ex boss di camorra Augusto La Torre, il suo portavoce ha fatto sapere che la decisione è derivata dallo status di collaboratore di giustizia di La Torre.
Nell'ottobre 2017 prende il via a Reggio Calabria il processo sulle morti di Vincenzo Garofalo e Antonino Fava, carabinieri uccisi il 18 gennaio 1994 in un conflitto a fuoco a un posto di blocco a Scilla; Ingroia è l'avvocato delle famiglie.
Nel febbraio 2018 difende un imprenditore arrestato con l'accusa di concorso esterno in associazione mafiosa.
Nel novembre 2021 difende Gina Lollobrigida.
Nel marzo 2024, ha l'incarico di difendere Massimo Gentile, presunto prestanome del mafioso Matteo Messina Denaro.

### Attività pubblicistica
Dal 18 maggio 2012 è giornalista pubblicista, iscritto all'Ordine dei giornalisti. Diverse sono state le collaborazioni con redazioni giornalistiche. Tra le più recenti, ricordiamo quella con la testata siciliana "Live Sicilia" dove il procuratore ha tenuto una rubrica "Fuori dal Bunker" e la più recente con il quotidiano L'Unità. Al momento della consegna della scheda, il procuratore ha affermato: Non scrivo però romanzi, come sostiene qualche uomo politico alludendo a nostre recenti indagini. Lo stesso giorno è uscita nelle librerie la sua nuova opera, Palermo, edito da Melampo.
Subito dopo, in commemorazione dei 20 anni dalla morte di Giovanni Falcone e Paolo Borsellino, pubblica il racconto I giorni del dolore e del riscatto, inserito all'interno della raccolta Dove Eravamo. Vent'anni dopo Capaci e Via D'Amelio (Caracò Editore, 2012). Dal 13 novembre seguente, e ogni martedì, su il Fatto Quotidiano viene pubblicata la sua rubrica chiamata "Diario dal Guatemala". Dal 6 dicembre, da "partigiano della Costituzione" quale si autodefinisce, pubblica un blog - "Partigiani della Costituzione" - sul sito della rivista MicroMega.
Nello stesso mese esce il suo nuovo libro dal titolo "Io so". Qui Ingroia suggerisce che la nascita di Forza Italia sia collegata agli interessi della mafia. Il quotidiano Il Giornale nel 2012 ha avviato una raccolta di firme annunciando che avrebbe avviato un'azione legale contro il magistrato, perché gli elettori di Forza Italia sarebbero stati diffamati dalle affermazioni di Ingroia.

## Critiche e controversie

### Partecipazione al congresso del PdCI
Nell'ottobre del 2011 partecipa come ospite al congresso del Partito dei Comunisti Italiani, dove dichiara "un magistrato deve essere imparziale quando esercita le sue funzioni ma io confesso che non mi sento del tutto imparziale. Anzi, mi sento partigiano, sono un partigiano della Costituzione". La sua partecipazione e le sue dichiarazioni hanno suscitato forti polemiche e la critica da parte del CSM. Nel dicembre 2012 il Plenum del CSM, pur con voto contrastato (nove favorevoli, sette contrari, nove astenuti), ha stabilito che il richiamo ufficiale, già oggetto di critiche da parte di Magistratura democratica, non sia inserito nel suo fascicolo personale.

### Privazione della scorta
Nel 2018 gli viene tolta la scorta dopo 27 anni su decisione del ministro dell'Interno Marco Minniti; nonostante gli appelli pubblici e un ricorso al TAR, la decisione viene confermata.

## Procedimenti giudiziari a carico
- Nel 2016 viene indagato insieme all'allora presidente della Regione Siciliana, Rosario Crocetta per il doppio incarico - viziato da palese incompatibilità, secondo l'Anac - che Ingroia rivestì nel 2014-2015 quando l'ex procuratore aggiunto fu contemporaneamente commissario della provincia di Trapani e commissario dell'azienda regionale Sicilia e-Servizi. Nel marzo 2018 il GIP del tribunale di Palermo ha archiviato l'indagine penale, ma ha inviato gli atti alla Procura della Corte dei conti, perché verifichi la sussistenza di un eventuale danno erariale[77].
- Nel marzo 2017 viene indagato da parte della procura di Palermo con l'accusa di peculato per la sua attività come amministratore di "Sicilia e servizi".[78] Nel marzo 2018 la procura palermitana emana un provvedimento di sequestro di beni per oltre 150 000 euro, l'equivalente di quanto avrebbe intascato illegittimamente, durante la sua attività di amministratore unico e di liquidatore della società[79]. Nell'ottobre 2019 l'accusa chiede 4 anni di reclusione per Ingroia[80]. L'11 novembre 2020 viene condannato in primo grado per peculato, con rito abbreviato, a 1 anno e 10 mesi di reclusione per avere incassato dei rimborsi a cui non aveva diritto mentre viene assolto dall'accusa di essersi liquidato un'indennità non dovuta "perché il fatto non costituisce reato".[81]

## Opere
- L'associazione di tipo mafioso, Milano, Giuffrè Editore, 1993. ISBN 88-14-03756-6.
- L'eredità scomoda. Da Falcone ad Andreotti. Sette anni a Palermo, con Gian Carlo Caselli, Milano, Giangiacomo Feltrinelli Editore, 2001. ISBN 88-07-17051-5.
- Mafia ieri, mafia oggi: ovvero cambia ma si ripete..., con Gian Carlo Caselli, in Gaetano Mosca, Che cosa è la mafia, Roma-Bari, Editori Laterza, 2002. ISBN 88-420-5955-2.
- C'era una volta l'intercettazione. [La giustizia e le bufale della politica. Lo strumento d'indagine, la sua applicazione per i reati di mafia e i tentativi d'affossamento], Viterbo, Stampa Alternativa, 2009. ISBN 978-88-6222-092-7.
- Nel labirinto degli dei. Storie di mafia e di antimafia, Milano, Il Saggiatore, 2010. ISBN 978-88-428-1574-7.
- Palermo. Gli splendori e le miserie. L'eroismo e la viltà, Milano, Melampo, 2012. ISBN 978-88-89533-52-9.
- Io so, con Giuseppe Lo Bianco e Sandra Rizza, Milano, Chiarelettere, 2012. ISBN 978-88-6190-304-3.
- I giorni del dolore e del riscatto, in Dove Eravamo. Vent'anni dopo Capaci e via D'Amelio, AA.VV., Napoli, Caracò, 2012, ISBN 978-88-97567-08-0.
- Il sentimento del giusto. Un dialogo nel tempo con Paolo Borsellino, Milano, Il Saggiatore, 2012. ISBN 978-88-428-1772-7.
- Caselli-Ingroia Vent'anni contro. Dall'Eredità di Falcone e Borsellino alla Trattativa con Giancarlo Caselli, Editore Laterza, 2013.
- Dalla parte della Costituzione. Da Gelli a Renzi: quarant'anni di attacco alla Costituzione, Imprimatur, 2016 ISBN 978-88-6830-504-8.
- Traditi: Le mie verità sui misteri di Palermo e sulla Magistratura con Massimo Giletti, Piemme, 2025. ISBN 978-88-585-3565-3.

### Prefazioni
- Postfazione come epilogo e testimonianza in Giuseppe Carlo Marino, Globalmafia. Manifesto per un'internazionale antimafia, Milano, Bompiani, 2011. ISBN 978-88-452-6665-2.
- Prefazione a Benny Calasanzio, Mafia Spa. Gli affari delle più grande impresa italiana, Roma, Editori Riuniti, 2011. ISBN 978-88-359-9067-3.
- Prefazione a Maurizio Torrealta, Il quarto livello, Milano, Biblioteca Universale Rizzoli, 2011. ISBN 978-88-17-04607-7.
- Prefazione a Paolo Borsellino, Oltre il muro dell'omertà. Scritti su verità, giustizia e impegno civile, Milano, Biblioteca Universale Rizzoli, 2011. ISBN 978-88-17-05014-2.
- Intervista in Maurizio Torrealta, La trattativa. Mafia e Stato. Un dialogo a colpi di bombe, Roma, Editori Riuniti, 2002. ISBN 88-359-5195-X; Milano, BUR Rizzoli, 2010. ISBN 978-88-17-04126-3.
- Prefazione a Riccardo Castagneri, Il riflesso della mafia, Roma, Round Rodin, 2006. ISBN 88-901480-5-5.